# Hut tax
La hut tax (impost de cabana) fou un impost introduït pels colons britànics al continent d'Àfrica per cabana o per casa. Era pagable de diverses maneres, amb diners, treball agrícola, grans o bestiar, i beneficiava les autoritats colonials de quatre maneres: aconseguien diners; sostenia la moneda (chartalisme); ampliava l'economia de l'ús del líquid, ajudant al seu desenvolupament; i forçava als africans a treballar en l'economia colonial.

## Àfrica del Sud
El 1908 l'impost de cabana havia sigut establit a l'Àfrica Austral.
Al Natal, la llei 13 de 1857 exigia un pagament de 14 xílings per habitació ocupada pels autòctons. Els indígenes que vivien en vivendes d'estil europeu amb una sola esposa estaven exempts.
A la regió que més avant esdevindria Transkei, l'impost era de 10 xílings per habitació.
A la Colònia del Cap, diverses formes de la house duty (obligació de la casa) havien existit des de la dècada de 1850. L'impost era legalment aplicable a tots els propietaris de cases al Cap, indistintament de la raça o regió, però era executada parcialment, especialment en àrees rurals. Un impost per casa aplicable universalment i de manera completa fou establit el 1870 (llei 9 de 1870), i fou més executat per les dificultats financeres que patia el govern eixe moment. L'impost altament impopular fou detingut el 1872 (llei 11 de 1872), però una obligació nova i més alta va ser aplicada pel govern de Sprigg durant les guerres de 1878, quan la despesa del govern era extremadament alta. L'impost més controvertit del Cap fou establit amb la Llei 37 de 1884, i especificava 10 xílings per cabana amb exempció per a la gent gran i la gent dèbil. Fou retirada amb la llei 4 de 1889.

## Zimbàbue
A Mashonalàndia, avui en dia una regió de Zimbàbue, l'impost per cabana fou introduït el 1894 amb una base imposable de 10 xílings per vivenda. Malgrat que estava autoritzat per l'Oficina de Colònies, el pagament era fet a la Companyia Britànica de l'Àfrica del Sud, fent-se pel compte del govern colonial. En col·laboració amb la confiscació del ramat, la introducció dels treballs forçats i una sèrie de catàstrofes naturals, l'impost probablemnt contribuí, el 1896, a la sublevació dels xones contra el govern colonial, anomenat «primera Chimurenga » o «segona guerra Matabele».

## Altres països
L'impost fou establit també a Rhodèsia del Nord (avui en dia Zàmbia). A Serra Lleona provocà la guerra de l'impost de cabanes de 1898.